# Okręg wyborczy Watson
Okręg wyborczy Watson (ang. Division of Watson) – jednomandatowy okręg wyborczy do Izby Reprezentantów Australii, położony na terenie Sydney. Jego patronem jest Chris Watson, pierwszy w historii lewicowy premier Australii. Obecny okręg Watson powstał w 1993 roku, jednak imię tego polityka nosił już wcześniej inny okręg, istniejący w latach 1934-1969. 

## Lista posłów
| okres urzędowania | poseł      | przynależność             |
| ----------------- | ---------- | ------------------------- |
| 1993-2004         | Leo McLeay | Australijska Partia Pracy |
| od 2004           | Tony Burke | Australijska Partia Pracy |

źródło: 